# Сабріна Салерно
Сабріна Салерно (Sabrina Salerno, нар. 15 березня 1968, Генуя, Італія) — популярна співачка 1980-х років, продюсер і модель, грала в кількох фільмах, серіалах, театральних виставах. У 2005 році отримала нагороду за головну роль у фільмі «Королі», що був показаний на кінофестивалі в Салерно.
Навідоміші пісні Сарбіни — *«Boys (Summertime Love)»ⓘ, «Hot Girl» та «All of me (Boy Oh Boy)».
Не є секретом, що популярна не тільки своїми хітами, але й формою бюсту[джерело?]; кліпи «My Chico» i «Boys» навіть були заборонені в деяких країнах через надмірне експонування грудей. Також позувала для журналу «Playboy».

### Альбоми
- 1987 — Sabrina
- 1988 — Super Sabrina
- 1988 — Something Special
- 1990 — Super Remix
- 1991 — Over the Pop
- 1996 — Maschio dove sei
- 1999 — A Flower's Broken
- 2008 — Erase/Rewind Official Remix

### Сингли
- 1986 — Sexy Girl
- 1987 — Lady Marmalade
- 1987 — Boys (Summertime Love)
- 1987 — Hot Girl
- 1988 — All of Me (Boy Oh Boy)
- 1988 — My Chico
- 1988 — Like a Yo-Yo
- 1988 — Sex
- 1989 — Gringo
- 1990 — Yeah Yeah
- 1991 — Siamo donne
- 1991 — Shadows of the Night
- 1991 — Cover Model
- 1994 — Rockawillie
- 1994 — Angel Boy
- 1995 — Boys '95
- 1996 — Fatta e rifatta
- 1999 — I Love You
- 2006 — I Feel Love (Good Sensation)
- 2008 — Erase/Rewind
- 2009 — Erase/Rewind (Remix By Andrea T Mendoza Vs Tibet)